# Sukhoi T-4
Sukhoi T-4, hoặc "Aircraft 100", hoặc "Project 100", hoặc "Sotka" là một máy bay ném bom chiến lược, trinh sát và đánh chặn tốc độ cao của Liên Xô, nhưng nó không được phát triển xa hơn ngoài mẫu máy bay thử nghiệm. Đôi khi nó còn bị gọi tên sai là Su-100.

## Phát triển
Thiết kế của T-4 khá giống với loại máy bay XB-70 Valkyrie siêu âm, nhưng thiết kế của Liên Xô không phải được dự định cho một máy bay ném bom siêu âm, mà là nó được tạo ra từ những cải tiến hiện đại về hàng không để phát triển thành một loại máy bay trinh sát và đánh chặn nhỏ có thể đạt đến tốc độ Mach 3. Về phương diện này T-4 và North American XF-108 Rapier của Mỹ có ý tưởng khá giống nhau.
T-4 được làm phần lớn từ titanium và thép không gỉ, và một hệ thống lái điều khiển fly-by-wire nổi bật nhưng nó cũng có những hệ thống điều khiển cơ khí như một hệ thống dự phòng. Mũi máy bay được hạ thấp xuống để cung cấp tầm nhìn khi hạ cánh và cất cánh. Một kính tiềm vọng được sử dụng để nhìn phía trước khi mũi máy bay được rút lại, và có thể đạt đến tốc độ 373 mph (600 km/h). Ngoài những má phanh truyền thống nó còn có hệ thống phanh bằng dù.

## Thử nghiệm

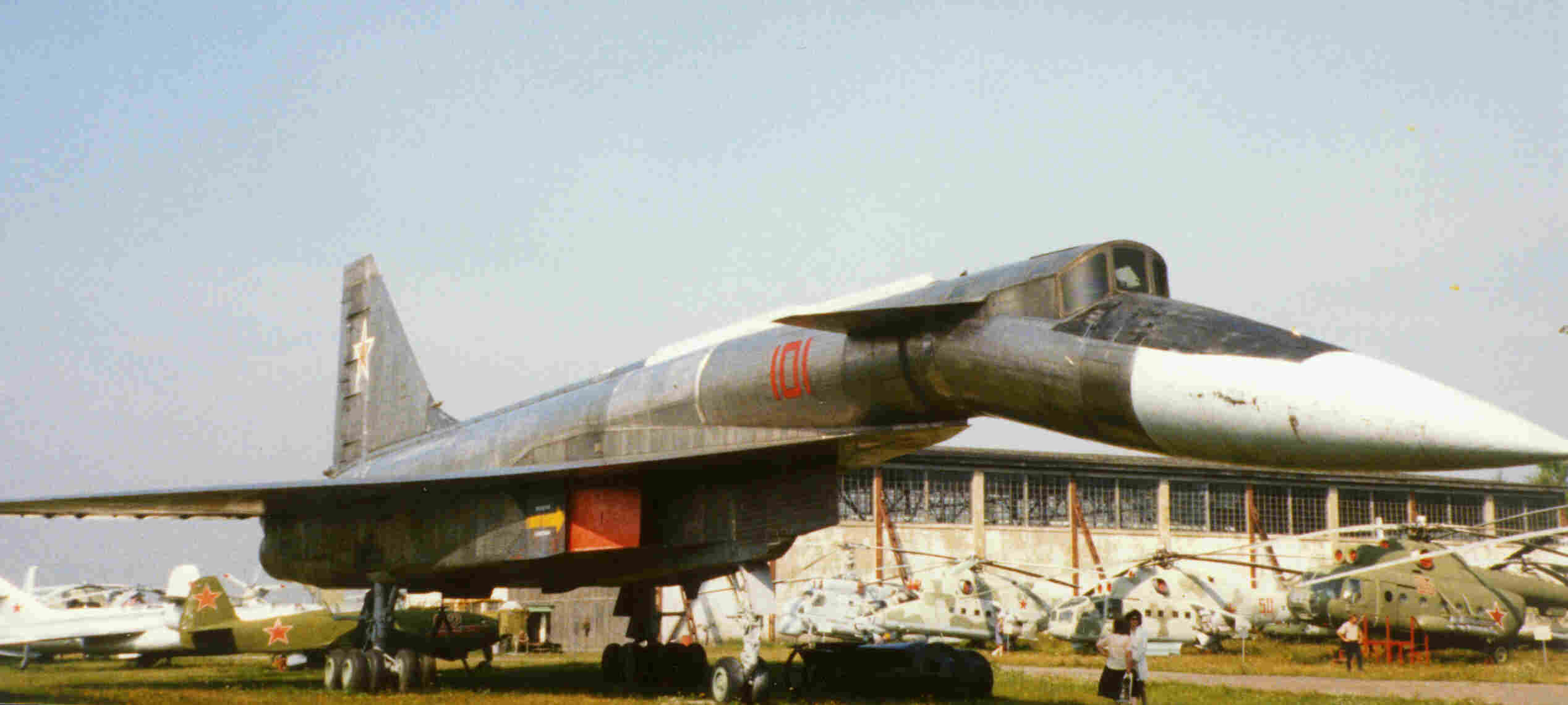
T-4

Chiếc T-4 đầu tiên, có tên gọi "101", bay lần đầu vào 22 tháng 8-1972. Phi công lái máy bay là Vladimir Ilyushin, con trai của nhà thiết kế máy bay nổi tiếng Sergei Ilyushin (Trở trêu là Vladimir không bao giờ làm việc trong phòng thiết kế của cha mình), và phi công dẫn đường là Nikolai Alfyorov. Nó chỉ bay 10 lần với tổng thời gian là 10 giờ 20 phút. Nó có thể đã đạt đến vận tốc Mach 1.3 với 4 động cơ Kolesov RD36-41, công suất mỗi chiếc có thể đạt 16.000 kgf (35.300 lbf hoặc 157 kN) khi đốt nhiên liệu lần hai. Máy bay được thiết kế đạt tốc độ tới Mach 3, nhưng chương trình đã bị đình chỉ trước khi những hiệu suất hoàn thiện của máy bay có thể được xác định rõ. Người ta cũng tin T-4 là "máy bay 101" đã đạt một kỷ lục bay với tốc độ Mach 1.89 trong 2000 km. Điều này cũng chỉ ra rằng T-4 không thể bay tốc độ hành trình theo tốc độ thiết kế gần Mach 3 và có thể đây là một trong số nhiều lý do khiến chương trình bị hủy bỏ.
Lý do khác khiến dự án bị hủy bỏ là do VVS (Военно-воздушные силы， Voenno-Vozdushnye Sily，Không quân Xô viết) đưa ra yêu cầu chế tạo 250 chiếc T-4. Trong lúc đó, một số sĩ quan cao cấp khác đã nghiêng về phía giải pháp tìm kiếm những máy bay chiến đấu khác thực tế hơn thay vì có một chiếc máy bay lớn như T-4 trên không. Khi nguyên soái Andrei Grechko làm bộ trưởng Bộ quốc phòng, ông đã nghe một sĩ quan chỉ huy nói như sau: "Đồng chí có thể có một số lượng lớn MiG-23 chỉ khi T-4 bị hủy bỏ". Sau khi suy nghĩ lại, có lẽ đó là một sự mặc cả khôn khéo bởi vì việc sản xuất một chiếc T-4 không phải là đơn giản và không hề rẻ hơn so với việc chế tạo một chiếc XB-70, một trong những lý do khiến XB-70 bị hủy bỏ là do chi phí vượt quá ngân quỹ và các khó khăn về kỹ thuật.

## Mẫu máy bay còn lại
Có 1 chiếc T-4 vẫn tồn tại đến ngày nay. Chiếc máy bay "101" được trưng bay tại bảo tàng Monino gần Moskva. Số thứ tự cho các nguyên mẫu là từ "101" đến "106". Chỉ 2 mẫu nữa đã được chế tạo hoàn thiện ("101" và "102"), ngoài ra còn có thêm nguyên mẫu số "103" và "104" đã được dựng khung, "105" và "106" chỉ tồn tại trên các bản thiết kế. Chỉ có chiếc "101" hoàn thành mọi chuyến bay thử trước khi dự án bị kết thúc vào 22 tháng 1 năm 1974. Các nguyên mẫu đó đã bị loại bỏ.

## Các phiên bản trong dự án
- T-4: Thiết kế đầu tiên cho mục đích trinh sát và đánh chặn.
- 101: Mẫu chế tạo đầu tiên.
- T-4: Máy bay dân dụng loại lớn
- T-4M (dự án "100I"): Máy bay ném bom siêu âm.
- T-4MS (dự án "200"): Máy bay ném bom siêu âm.

## Thông số kỹ thuật (T-4)

### Đặc điểm riêng
- Phi đoàn: 2
- Chiều dài: 44.0 m (145,2 ft)
- Sải cánh: 22.0 m (72 ft 2 in)
- Chiều cao: 11.2 m (36 ft 9 in)
- Diện tích cánh: 295.7 m² (3.183 ft²)
- Trọng lượng rỗng: 55.600 kg (123.000 lb[2])
- Trọng lượng cất cánh: 114000 kg (258000 lb[2])
- Trọng lượng cất cánh tối đa: 135.000 kg (297.000 lb[2])
- Động cơ: 4× động cơ phản lực cánh quạt đẩy Kolesov RD-36-41, 16.000 kgs mỗi chiếc

### Hiệu suất bay (Ước lượng)
- Vận tốc cực đại: Mach 3.0 (3.200 km/h 1.987 mph[2])
- Vận tốc hành trình: Mach 2.8 (3.000 km/h 1.863 mph[2])
- Tầm bay: 7.000 km (4.347 mi[2])
- Trần bay: 20.000-24.000 m (66.000-79.000 ft)
- Vận tốc lên cao: n/a
- Lực nâng của cánh: n/a
- Lực đẩy/trọng lượng: n/a

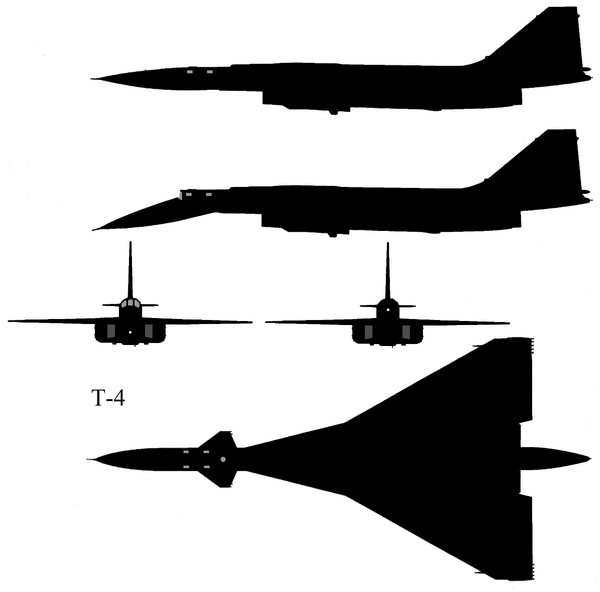
T-4
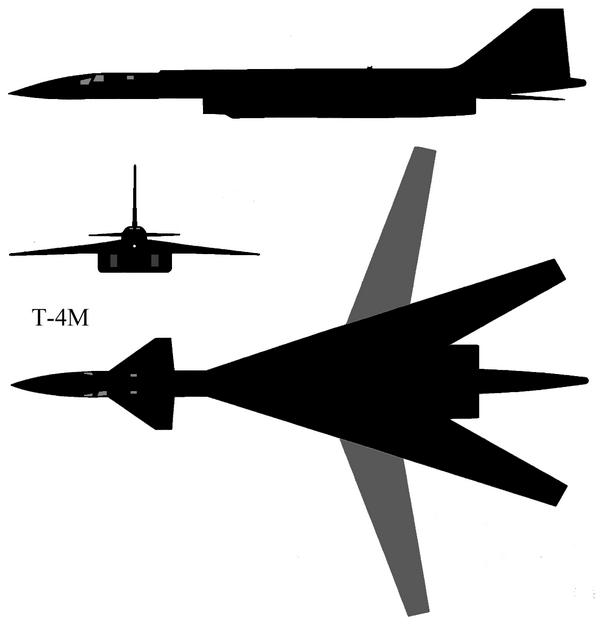
T-4M
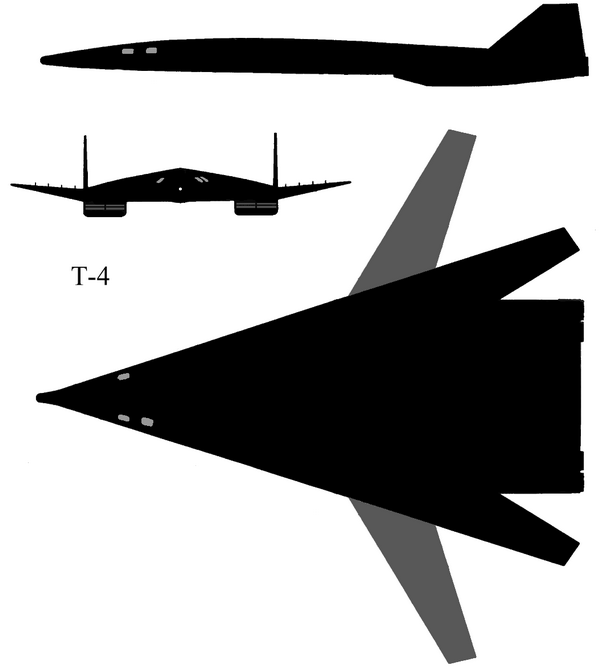
T4MS

## Nội dung liên quan

### Máy bay có tính năng tương đương
- Avro 730
- North American XB-70 Valkyrie